# Nino Marinone
Nino Marinone (Vercelli, 17 maggio 1918 – Vercelli, 26 ottobre 1999) è stato un filologo classico italiano.

## Biografia
Allievo di Augusto Rostagni, nel 1940 si laureò in Letteratura latina nell'Università degli Studi di Torino con una tesi intitolata Elio Donato, Macrobio e Servio commentatori di Virgilio. 
A Vercelli insegnò latino e greco nel Liceo Classico Luigi Lagrangia e fu preside del Liceo Scientifico Avogadro.
Nel 1967 intraprese la carriera accademica: libero docente in Filologia greca e latina, professore di Filologia Classica nella Università di Padova e incaricato di Letteratura latina nella Università di Torino. Nell'ateneo torinese, dal 1971 al 1993, fu professore ordinario di Storia della lingua latina e, dal 1994, professore emerito. 
È stato socio nazionale dell'Accademia delle Scienze di Torino, membro del Centro di Studi Ciceroniani a Roma e del Centro di Studi Varroniani a Rieti. Ha fatto parte del Consiglio Scientifico dell'Istituto di Linguistica Computazionale del C.N.R. a Pisa.
Ha rivolto una parte delle sue oltre 70 pubblicazioni alla scuola, liceale e universitaria. Il volumetto Tutti i verbi greci, edito per la prima volta a Milano nel 1961, ebbe un'ampia circolazione anche oltreoceano nell'edizione stampata nel 1985 a Londra. Si dedicò a lavori di lessicografia, spesso in lingua inglese e collaborando con i filologi statunitensi. Nel 1960 iniziò la redazione di un grande dizionario greco che sostituisse quello di Lorenzo Rocci, diffusamente utilizzato, ma che venne pubblicato solo nel 1995 sotto il nome di Franco Montanari.
Intuì l'importanza dell'informatica e dell'applicazione delle nuove tecnologie alla cultura classica: promosse e partecipò alla realizzazione, patrocinata dal C.N.R., di uno strumento di conversione, codificazione e consultazione dei testi grammaticali classici in un formato operabile da parte dei personal computer.
Tradusse vari trattati filosofici di Cicerone, in particolare il De finibus bonorum et malorum, le Tusculanae disputationes e il De natura deorum; realizzò per il Centro Studi Ciceroniani la Cronologia ciceroniana. Si dedicò alla traduzione e all'interpretazione filologica di frammenti dei lirici greci e latini.
Una cospicua parte dei contributi minori di Nino Marinone è stato ripubblicato nel 1990 nel volume Analecta Graecolatina, dedicatogli dai colleghi di Torino per i suoi 70 anni.

## Opere
- Elio Donato, Macrobio e Servio commentatori di Virgilio, Vercelli, 1946
- Tutti i verbi greci, Milano-Messina, 1950
- Quaestiones verrinae, Torino, 1950
- M. Tullio Cicerone, Il processo di Verre (introduzione, commento e appendice a cura di Nino Marinone), Milano, 1955
- M. Tullio Cicerone, Opere politiche e filosofiche, vol. II, I termini estremi del bene e del male; Discussioni tusculane; La natura degli dei, a cura di Nino Marinone, Torino, Utet, 1955.
- Storia della pronuncia del latino. Conversazione tenuta al Rotary Club di Vercelli nella Riunione conviviale del 21 febbraio 1956, Vercelli, 1956
- Grammatica Greca, Milano-Messina, 1956
- Morfologia greca, Milano, 1956
- Nomenclatura ed esercizi ad uso del Ginnasio superiore, Milano-Messina, 1956
- Grammatica greca, fonetica e morfologia, Milano, 1956
- Sussidiario di greco: sintassi, esercizi ad uso del liceo classico, Milano, 1956 (e ristampe successive)
- Lo scriptorium vercellese da S. Eusebio ad Attone, Vercelli, 1957
- Dialetti letterari greci, Milano, 1958
- M. Tullio Cicerone, De finibus bonorum et malorum (introduzione, commento e indici a cura di Nino Marinone), Firenze, 1968
- M. Tullio Cicerone, I paradossi degli Stoici (con introduzione e commento di Nino Marinone), Milano-Messina, 1958
- Lessico di Senofane, Roma, 1967
- Galeno, La dieta dimagrante (edizione critica del testo e della versione latina, traduzione e commento a cura di Nino Marinone), Torino, 1973
- Il Somnium Scipionis ciceroniano nell'esegesi di Macrobio. Corso di letteratura latina per l'anno accademico 1972-73, Torino, 1973
- (LA, IT)  M. Tullio Cicerone, Opere politiche e filosofiche, vol. II, I termini estremi del bene e del male; Discussioni tusculane, a cura di Nino Marinone, Torino, Utet, 1976.
- Metodologia: guida pratica alle esercitazioni di seminario e alla tesi di laurea per le discipline umanistiche (con Raffaello Farina), Torino, 1979
- Nozioni di sintassi greca con prospetti delle forme pronominali ed invariabili, Torino, 1983
- A project for a latin lexical database, in Linguistica Computazionale, 3, 1983
- Berenice da Callimaco a Catullo, Roma, 1984
- Macrobio Teodosio, I saturnali (a cura di Nino Marinone), Torino, 1987
- Pier Angelo Perotti, Studi virgiliani (presentazione di Nino Marinone), Vercelli, 1990
- Lisia, Orazione per l'invalido (a cura di Nino Marinone), Torino, 1986
- Analecta Graecolatina, Bologna 1990
- Il riso nell'antichità greca, Bologna, 1992
- Cronologia ciceroniana, Roma, 1997
- Plutarco, Questioni romane (prefazione di John Scheid; introduzione, traduzione e note di Nino Marinone), Milano, 2008